# مادهوپور
مادهوپور (به لاتین: Madhupur) یک منطقهٔ مسکونی در بنگلادش است که در ناحیه تانگیل واقع شده‌است. ماده‌پور ۲۴٫۷۷ کیلومتر مربع مساحت و ۵۶٬۳۴۲ نفر جمعیت دارد.